# Deichvorland bei Grieth mit Kalflack
Deichvorland bei Grieth mit Kalflack is een samengevoegd natuurreservaat in de Duitse gemeentes Kalkar en Kleef op de linkeroever van de Rijn. Het eerste strekt zich uit vanaf de uiterwaarden bij Grieth tot voorbij de Rijnbrug bij Kleve. Een toevoeging aan dit gebied zijn de walkanten van het riviertje de Kalflack. De uiterwaarden westelijk van het Kalflackgemaal en de linker oever van de Kalflack vallen binnen de gemeente Kleef. Overige delen vallen onder de gemeentes Kalkar en Bedburg-Hau.

## Deichvorland bei Grieth
Het Deichvorland bei Grieth heeft een oppervlakte van ongeveer 4.3 km². Ten noorden, op de rechteroever van de Rijn, liggen Emmerik en Dornick. Het gebied ligt buitendijks en kenmerkt zich door brede uiterwaarden met extensieve landbouw zoals begrazing door rundvee en hooiland. Er zijn een paar oude kolken en meerdere boomgroepen waaronder ook stukken met ooibos. Huizen en boerderijen zijn er niet, slechts sporadisch op en achter de dijk die net buiten het gebied valt. 
Bij hoogwater overstroomt dit gebied zodat alleen de boomtoppen boven het water te zien zijn. In de wintermaanden is dit een drassig foerageergebied van grote groepen arktische ganzen. In het zomerseizoen treft men er regelmatig ooievaars aan. De Rheinuferstraße op de grens van het gebied doorkruist twee beschermde landschappen; LSG-VO Kleve en LSG-Rheinufer. Het dijkbeheer valt onder het waterschap Deichverband Xanten-Kleve. De dijktrajecten rond Grieth worden in 2018 verzwaard en verhoogd.
Het gebied is slechts beperkt voor wandelaars ontsloten door enkele wegen vanaf de Rijndijk naar de oevers van de Rijn / Bijlands Kanaal. Aan de overzijde bevinden zich de natuurgebieden Emmericher Ward, Dornicksche Ward en Grietherorter Altrhein.

## Afbeeldingen Deichvorland bij Grieth

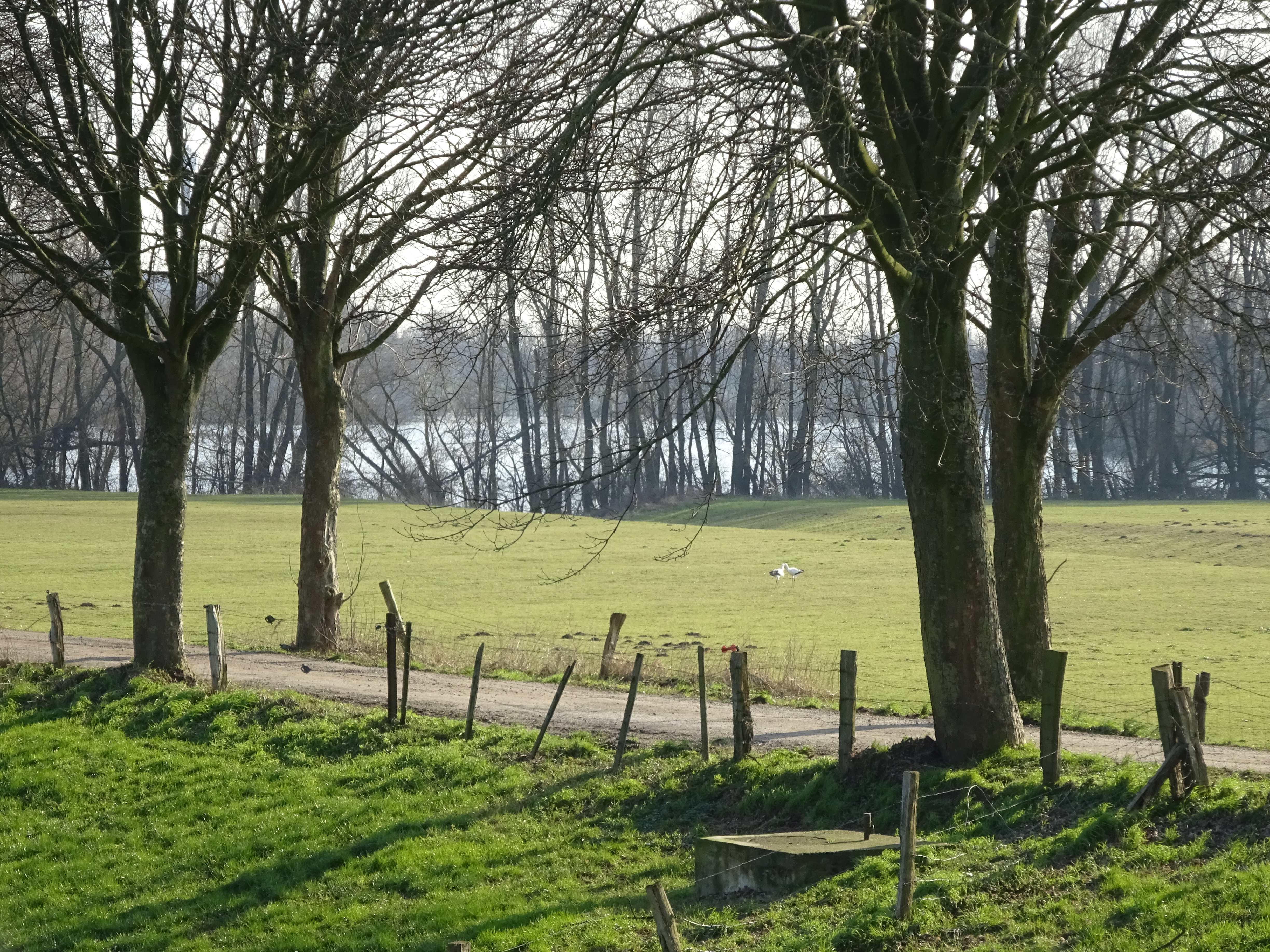
Kolk bij Grieth
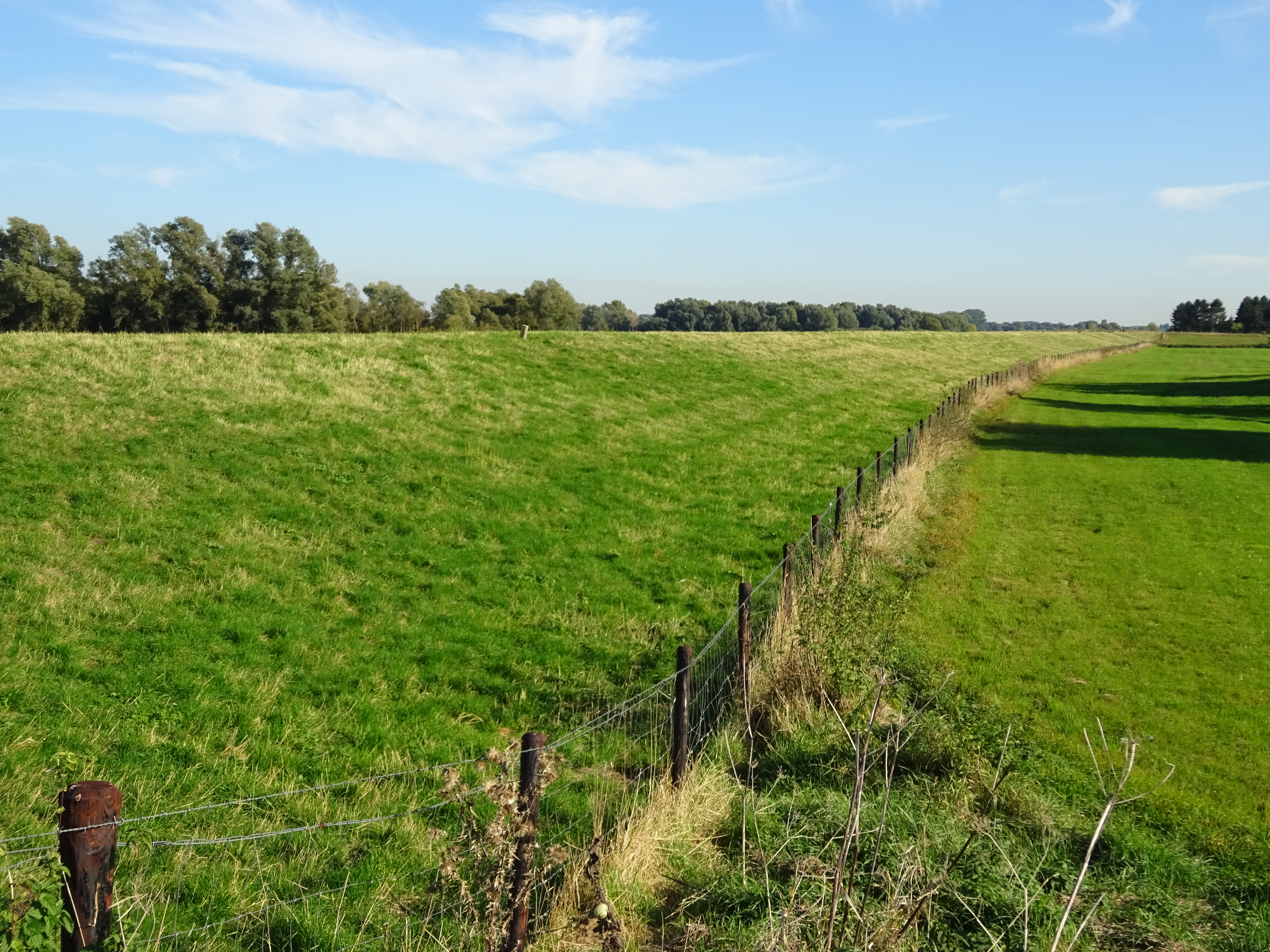
Dijk aan de Rheinuferstraße
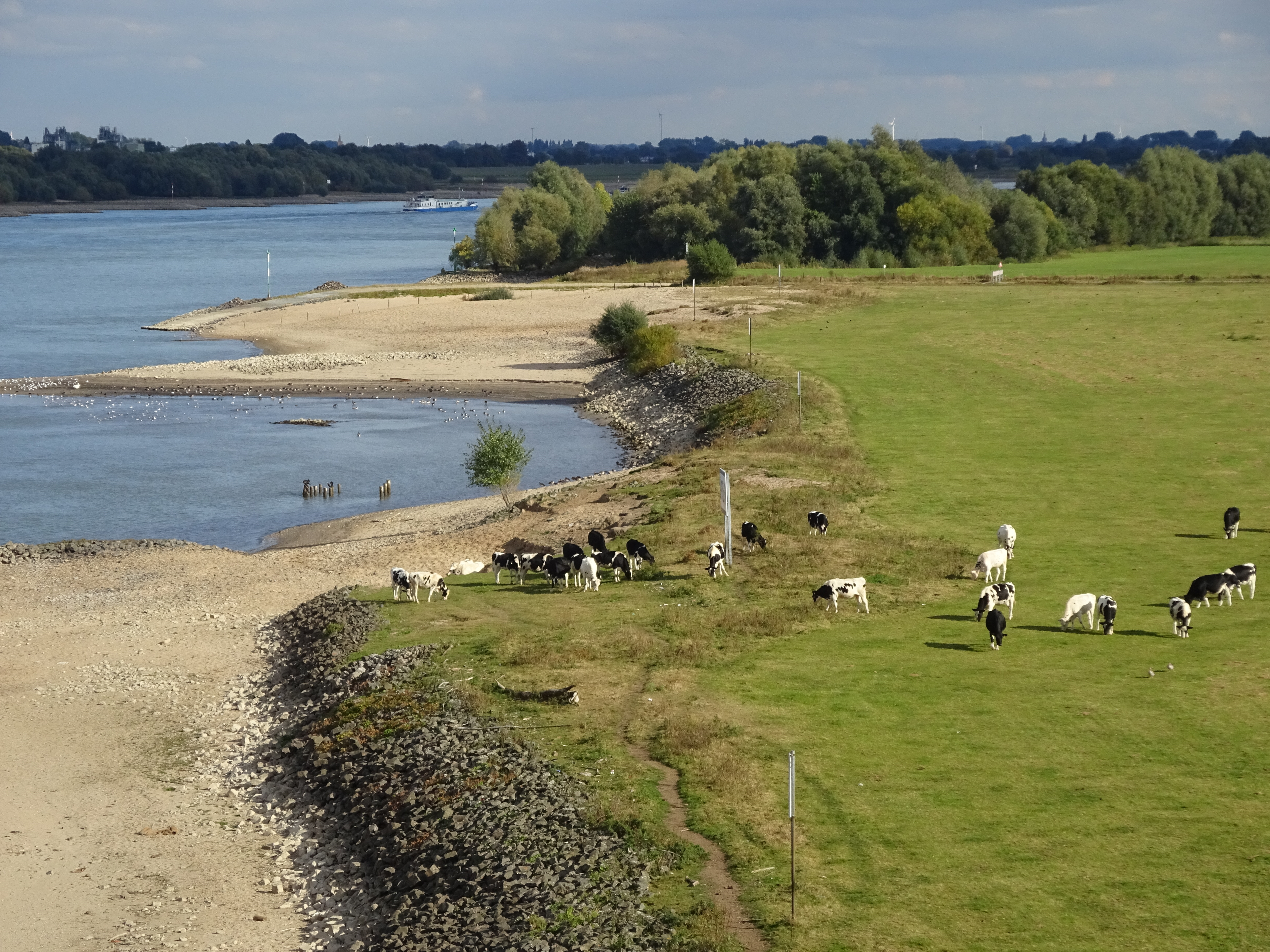
Zandbanken bij de Rijnbrug
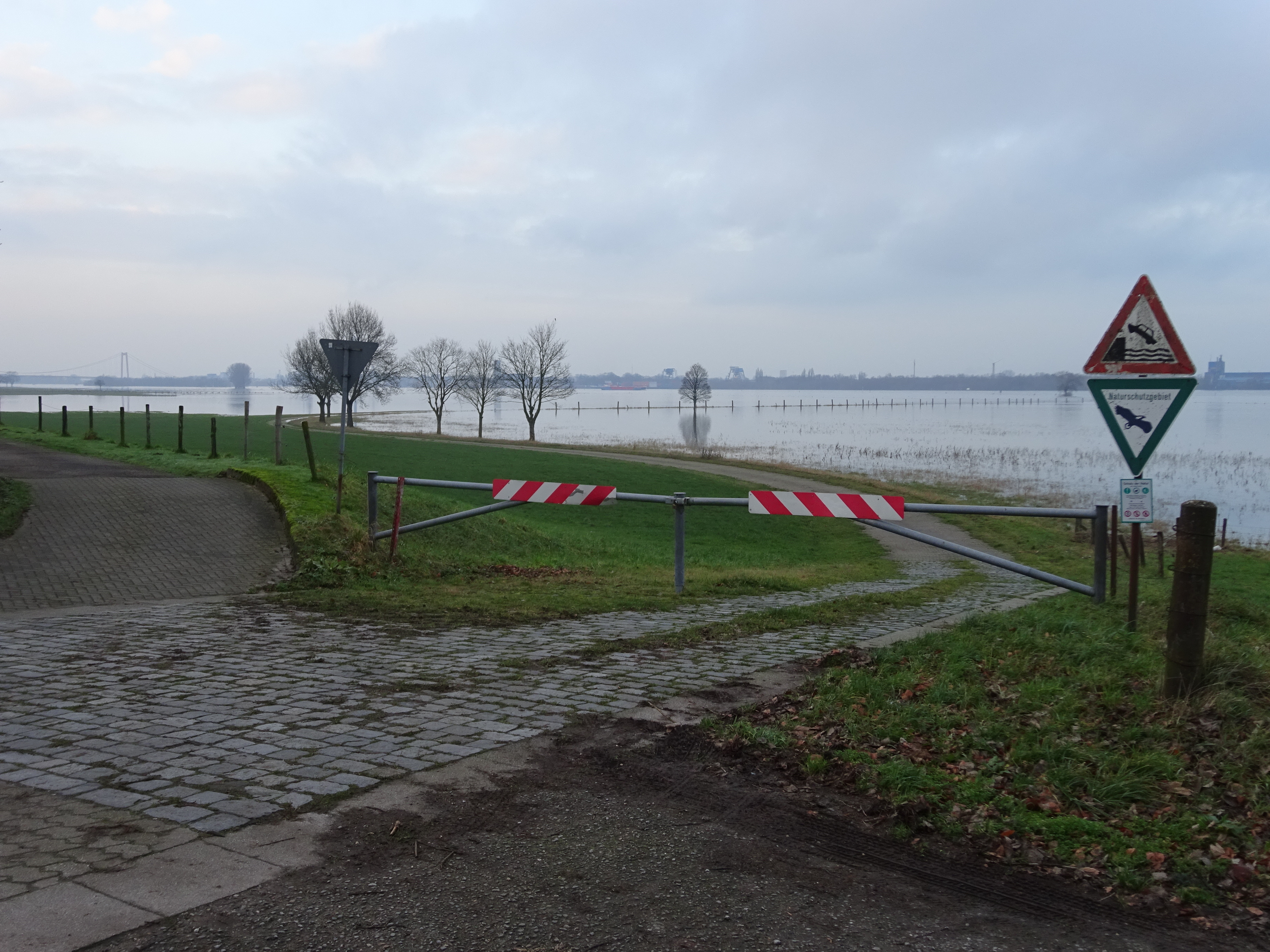
Hoogwater 2017/2018
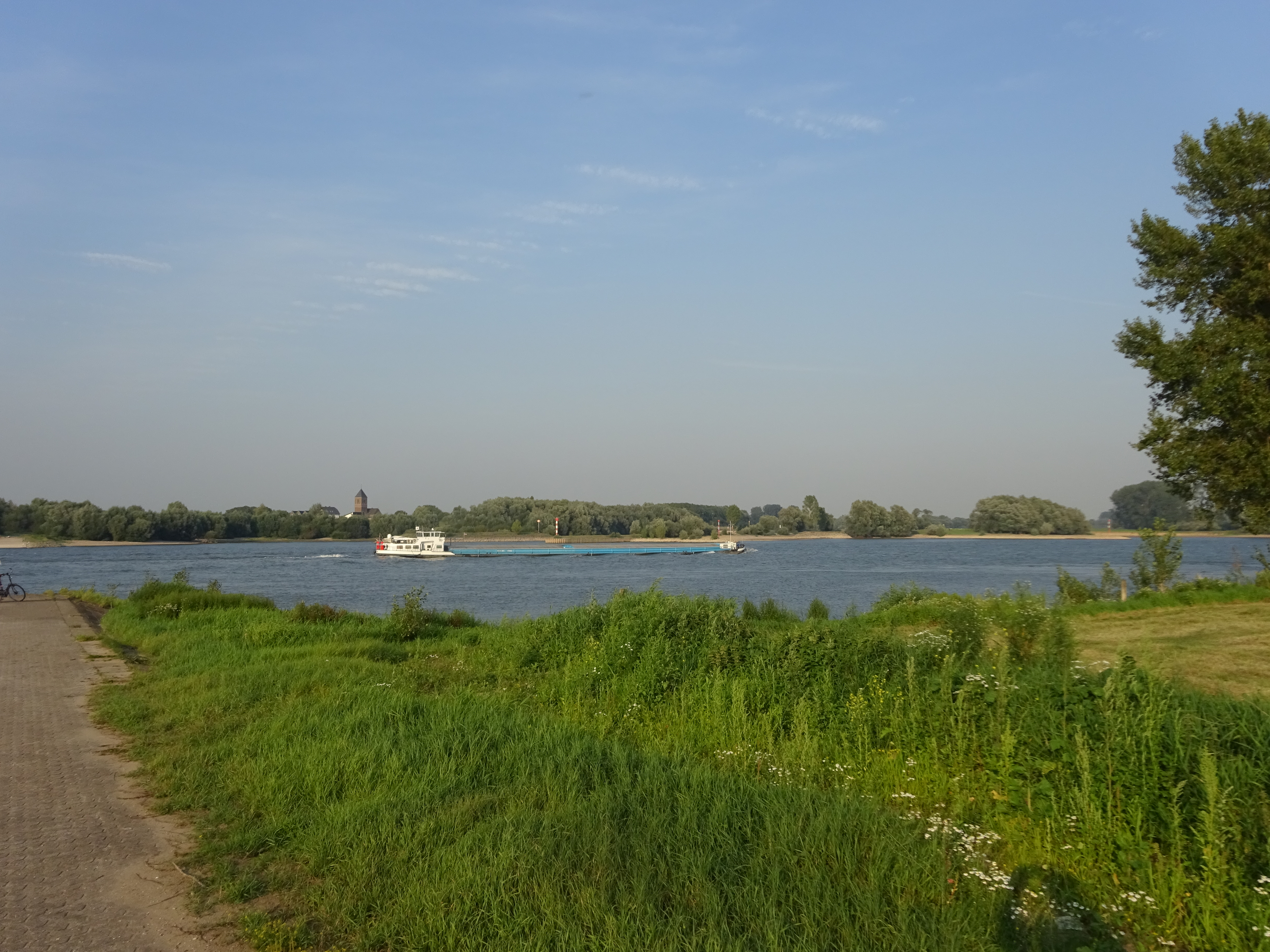
Bijlandsch Kanaal en Dornick
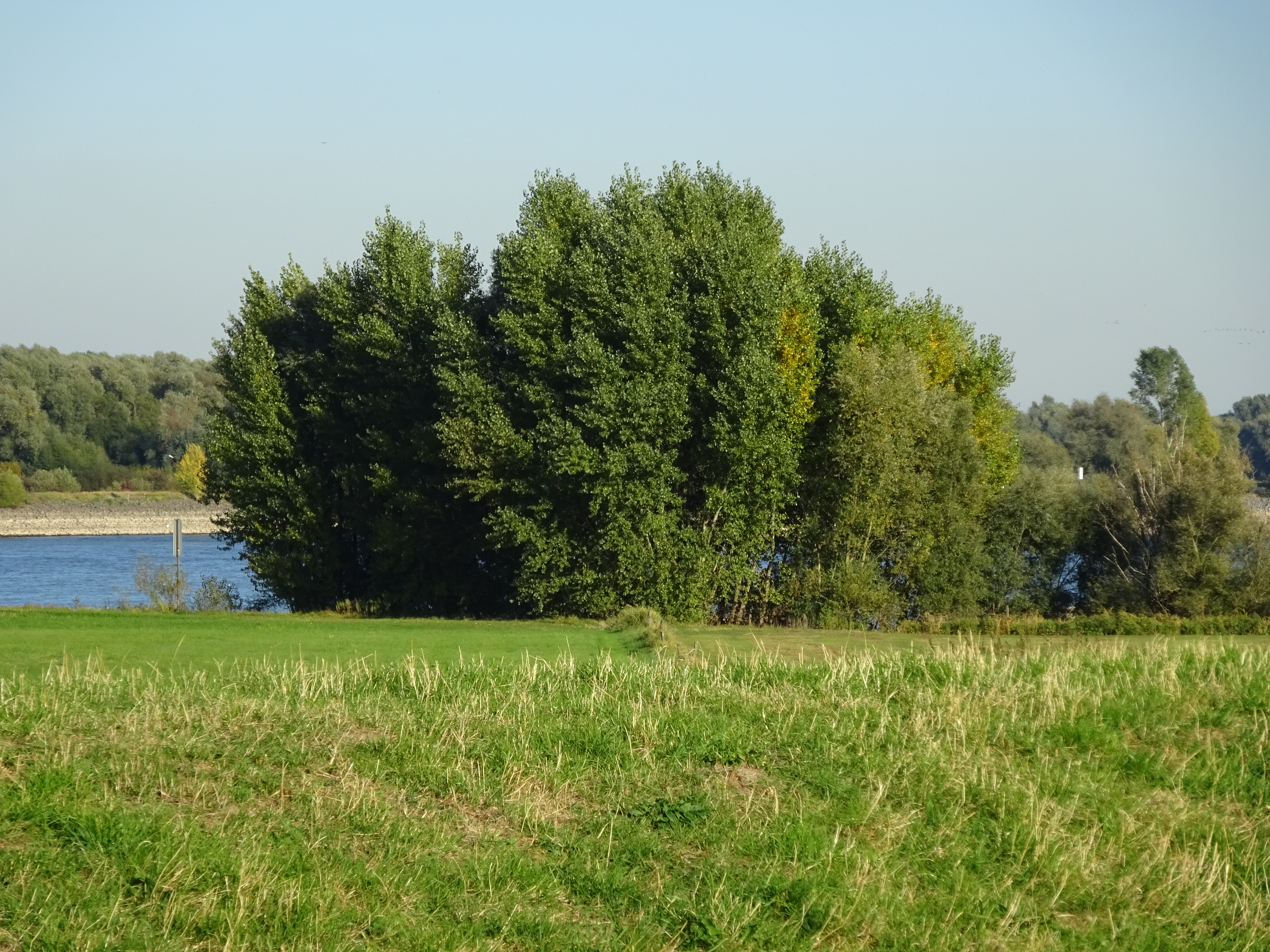
Ooibos

## Kalflack
De zone Kalflack beslaat in totaal zo'n 0,62 km². Hier zijn de meeste oeverstroken onder bescherming gesteld, deze zijn daarom niet toegankelijk. Bosschages en groenland wisselen elkaar af. Hier overwinteren ganzen, reigers en zwanen. In het voorjaar en de zomer hoort men de roep van de koekoek. Er broeden ijsvogels. De Kalflack grenst aan de beschermde landschapsgebieden LSG-VO Kleve en LSG-Rheinufer, waar landbouw plaatsvindt in de vorm van akkers en weideland. Tot het gebied behoort ook een paar honderd meter van de omzoming van het Volksgatt, een ontwateringsgeul in de polder Bylerward die afvloeit op de Kalflack.
Door middel van een vistrap bij het gemaal Kalflack-Schöpfwerk aan de Rheinuferstraße kunnen trekkende vissoorten vanaf de Rijn het gebied binnenkomen. Enkele walkanten worden gebruikt door hengelaars van hengelsportverenigingen. In het natuurgebied zelf wordt niet gemaaid. Er zijn geen wandelpaden maar wel vier bruggen die uitzicht op het riviertje bieden.

## Afbeeldingen Kalflack

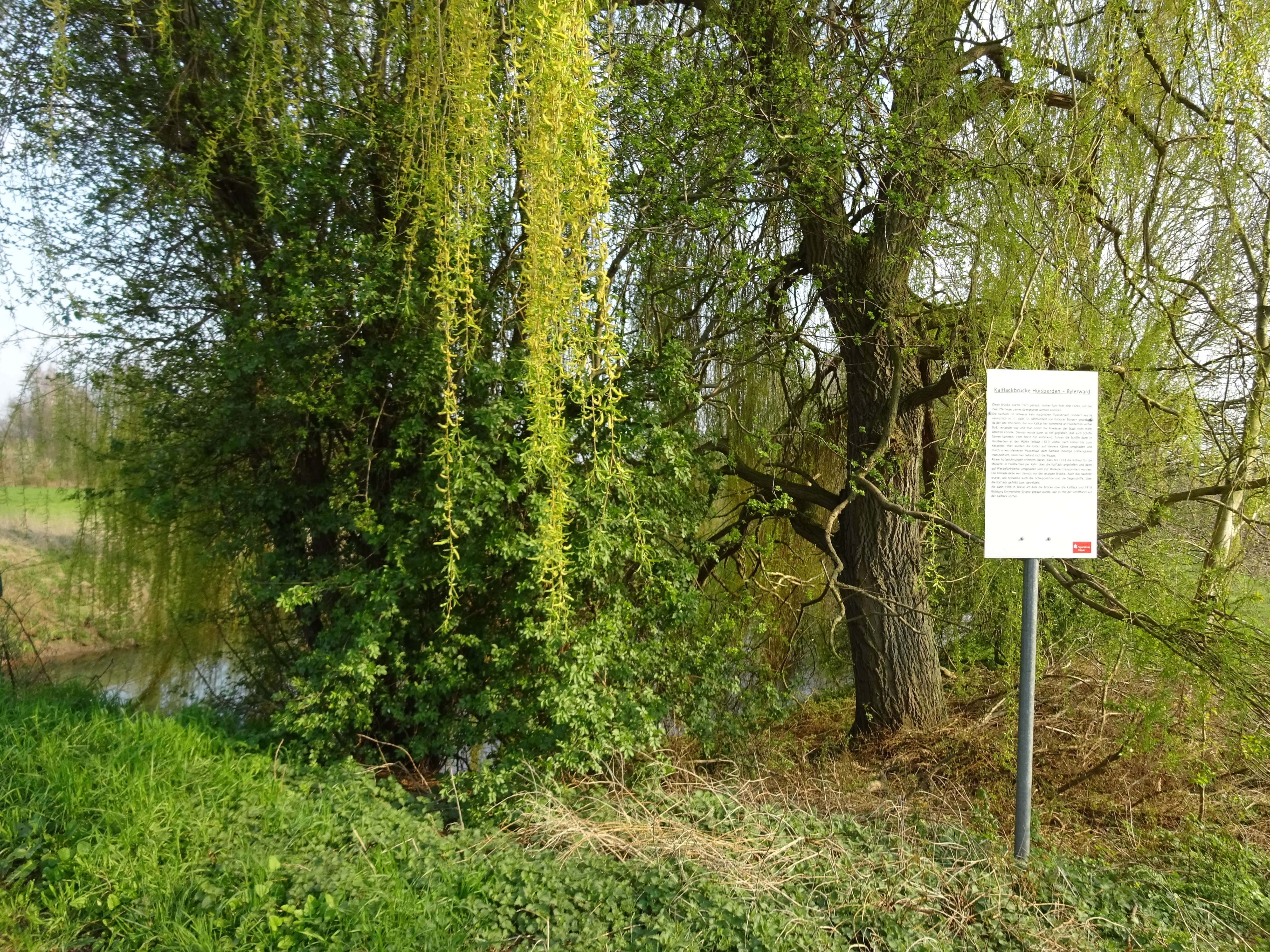
Kalflack bij Huisberden
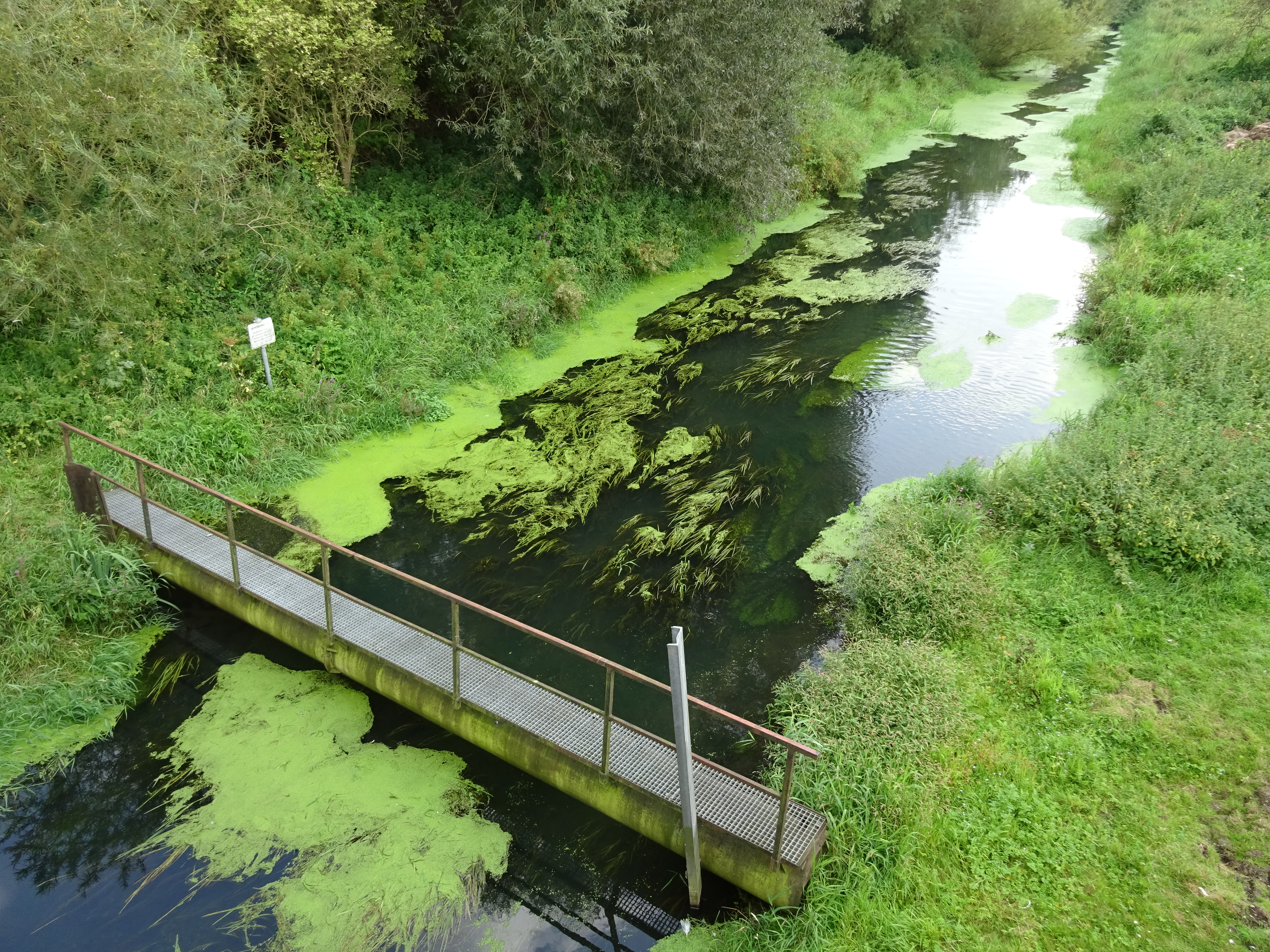
Kalflack bij Wissel
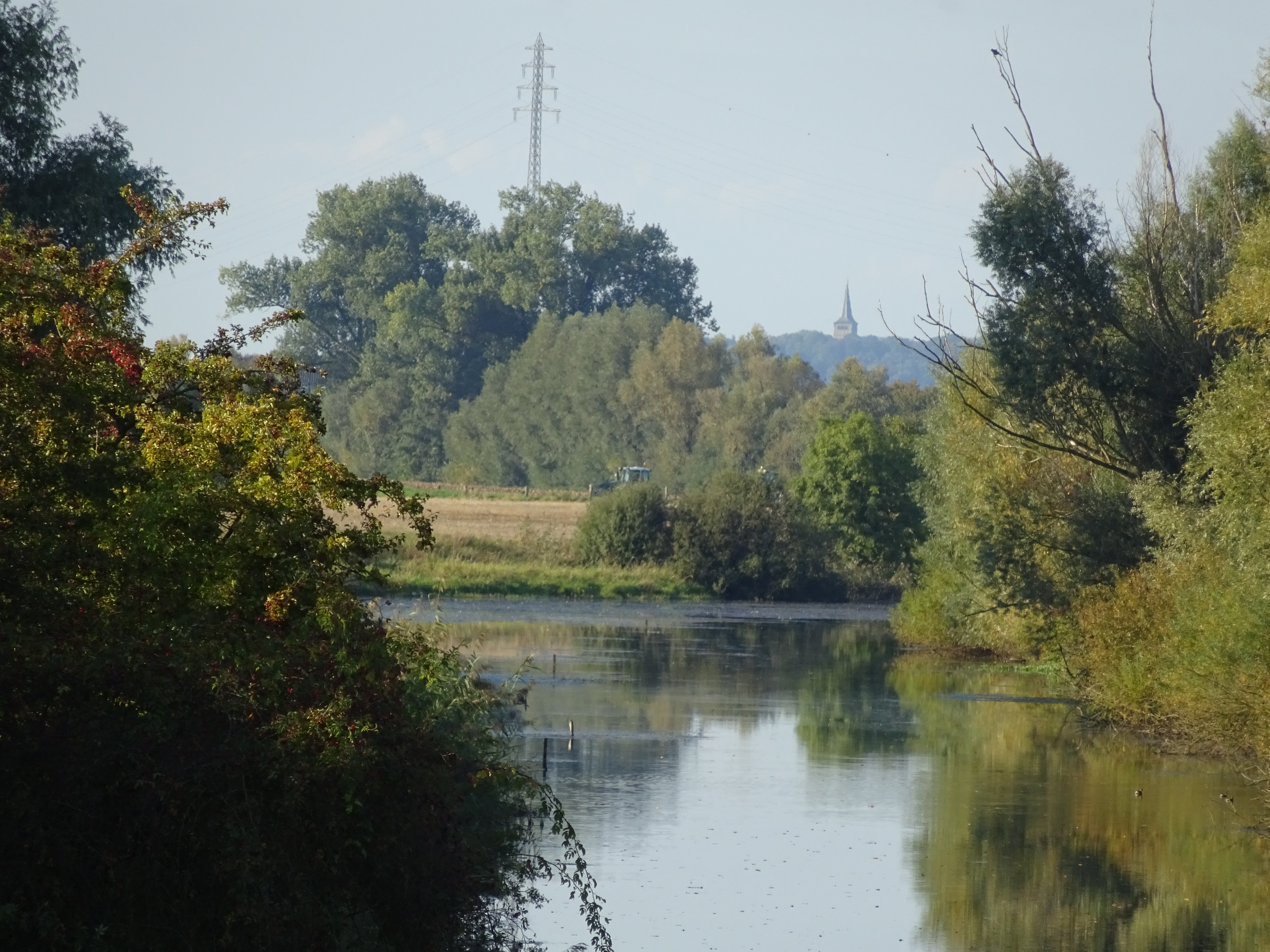
Kalflack bij Emmericher Eyland
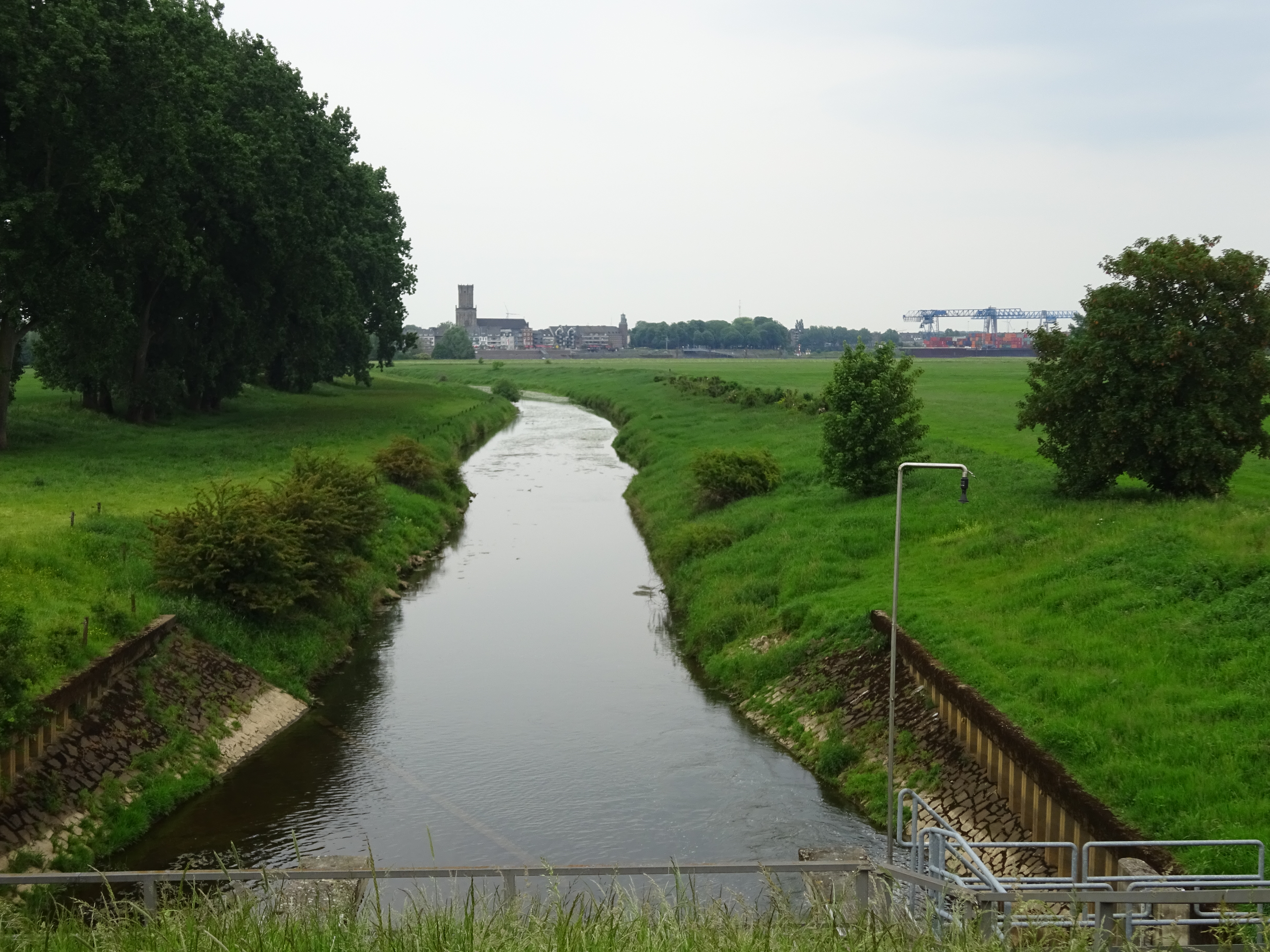
Kalflack buitendijks